# Giuseppe Mengoni
Giuseppe Mengoni (Fontanelice, 23 novembre 1829 – Milano, 30 dicembre 1877) è stato un architetto e ingegnere italiano.
Fu il progettista della Galleria Vittorio Emanuele II di Milano.

## Biografia

### Formazione
Giuseppe Francesco Giulio Mengoni nacque il 23 novembre 1829 a Fontana (oggi Fontanelice), vicino Imola, da famiglia originaria di Piazzola in Val di Rabbi (Trentino). Secondogenito di Zaccaria, dottore in legge e proprietario terriero, e Valeria Bragaldi, figlia di Giovanni Damasceno Bragaldi, uomo colto e raffinato. Dopo aver intrapreso gli studi alla scuola di Fontana passò al ginnasio di Imola, dove si rivelò un allievo brillante e talentuoso, particolarmente interessato al disegno (1843-1846). Negli anni giovanili Giuseppe poté anche dare prova del proprio coraggio, arruolandosi nel 1848 come volontario nella Prima Compagnia del Battaglione dei Cacciatori dell'Alto Reno, capitanato dal colonnello Livio Zambeccari.
Nel 1847 Zaccaria e Valeria si trasferirono a Bologna, al n. 36 di via San Vitale, così da consentire ai figli Giuseppe, Fabio e Giovanni la prosecuzione degli studi. Nella città felsinea Mengoni si iscrisse alla Pontificia Accademia di Belle Arti e alla Pontificia Facoltà di Filosofia (Fisica), così da poter seguire le lezioni di prospettiva del professor Cocchi, con il quale instaurò una feconda amicizia, ed i corsi di architettura e ornato del professor Lodi, profondo conoscitore delle caratteristiche e delle potenzialità degli elementi da costruzione in ferro. In questo modo Mengoni poté conciliare le conoscenze artistiche proprie dell'architetto, maturate in seno al Cocchi, con una robusta competenza nel campo della matematica e della fisica, necessaria in un'Europa che proprio in quegli anni vedeva emergere una nuova figura professionale vincente, quella dell'ingegnere.
Dopo essersi laureato il 21 giugno 1851 con una tesi di ottica, ottenendo una votazione di 11 su 11 senza lode, Mengoni viaggiò in Francia, Germania, Regno Unito e soggiornò a Roma, così da ampliare i propri orizzonti culturali. Nonostante le soddisfazioni accademiche, Mengoni in questo periodo fu funestato da vari lutti famigliari, allorché nel 1852 gli morì fratello diciottenne Giovanni e nel 1856 perse anche il padre. Ciò malgrado, egli non si lasciò scoraggiare, a tal punto che nel 1854 concluse con successo il tirocinio presso l'ingegnere bolognese Cesare Bassani, e nel 1856 venne finalmente abilitato alla professione di ingegnere civile, con rilascio del diploma da parte della Pontificia Università di Bologna il 29 maggio.

### Prime esperienze
Terminati gli studi Mengoni si applicò all'ingegneria ferroviaria, collaborando dal 1º agosto 1857 al 12 aprile 1860 alla costruzione delle strade ferrate del Lombardo Veneto e dell’Italia centrale: speciale menzione merita la ferrovia Pracchia-Bologna, progettata con la sapiente regia dell’ingegnere J.L. Protche. Sempre del Mengoni sono alcuni studi per la stazione ferroviaria di Bologna, gli apparati cerimoniali per l'ingresso in città di Vittorio Emanuele II il 1º maggio (1860) e il catafalco commemorativo in San Petronio per la morte di Camillo Benso conte di Cavour, mancato cinquantunenne nel 1861.
Nel frattempo Mengoni partecipò alla sistemazione della piazza di Porta Saragozza e delle sue adiacenze, proponendo un progetto assai articolato che riscosse molti consensi: furono in molti, infatti, a palesare un sincero «gradimento avuto per le incessanti sue premure nel dirigere il vistoso lavoro di costruzione della Porta», per usare le parole di Petronio Malvasia, presidente della Commissione ai lavori presso la Porta. Ad apprezzare il lavoro del Mengoni vi fu anche Coriolano Monti, l'ingegnere capo del Comune di Bologna, che non esitò ad assumere a sé l’incarico di Porta Saragozza e a plagiare spudoratamente il progetto del sottoposto. Il Mengoni, accortosi che il progetto del Monti non era che un infelice copia del proprio, il 10 febbraio 1861 diede alle stampe le Osservazioni dell’ingegnere Giuseppe Mengoni di Bologna sui progettati lavori di sistemazione ed ornamento della piazza interna di Porta Saragozza ed allargamento di strada, opuscolo che intendeva confrontare i due progetti e denunciarne le somiglianze. La pubblicazione di quest'opuscolo suscitò aspre polemiche, fra le quali spicca quella violentissima di Pietro Selvatico, che comportarono l'interruzione immediata dei lavori.
Tra gli altri lavori del Mengoni ascrivibili a questo periodo si ricordano il Palazzo di residenza della Cassa di Risparmio di Bologna (1867) il Teatro di Magione in Umbria (1870), i mercati fiorentini di San Lorenzo, San Frediano e della Mattonaia (1870-1874), il grande progetto per il «Piano di ampliamento della città di Roma» (1873), il progetto di adattamento ad uso di ospedale delle case Campomori a Fontane (1874, non realizzato).

### Piazza Duomo e la Galleria Vittorio Emanuele II

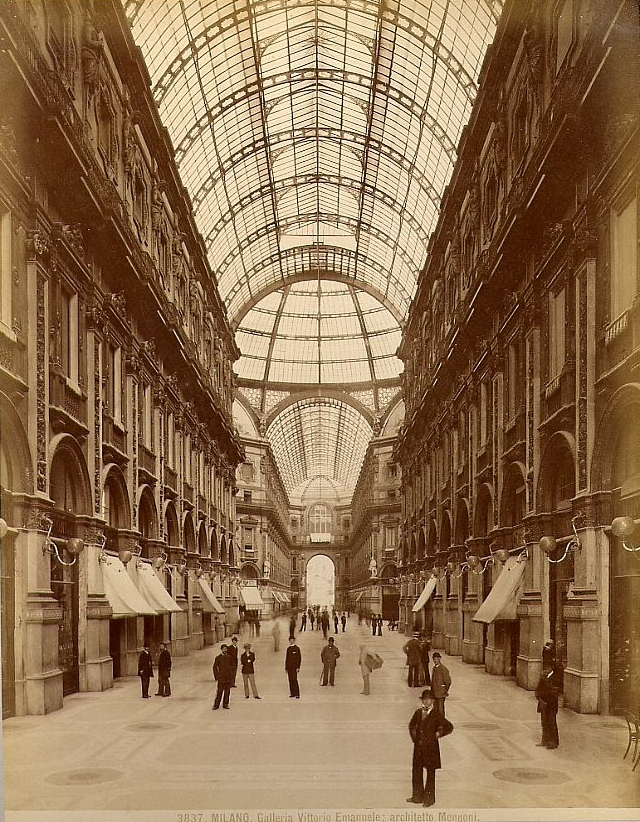
Giacomo Brogi, Milano - Galleria Vittorio Emanuele II (numero di catalogo: 3837)

Nel 1861 Mengoni vinse il concorso internazionale per il totale ridisegno «di Piazza Duomo e [delle] vie adiacenti a Milano», bandito dal Comune per dotare il centro cittadino di una nuova fisionomia, compiuta e monumentale, assolutamente necessaria per una città che ambiva ad assumere un ruolo di spicco nel neonato Regno d'Italia. L'architetto intendeva rimodernare quello che era il salotto buono della borghesia meneghina costruendo una monumentale galleria di raccordo tra piazza del Duomo e la contigua piazza della Scala, una grande loggia reale, vari edifici porticati e un palazzo detto dell'Indipendenza, prospiciente la fabbrica religiosa.
Di questo faraonico progetto iniziale, tuttavia, non venne realizzata che la galleria Vittorio Emanuele II, che sin dal momento della sua costruzione (la prima pietra venne posata il 7 marzo 1865) non mancò di suscitare vivaci dibattiti e polemiche. Mengoni pensò la Galleria come un enorme complesso edilizio formato da quattro bracci coperti da raffinate ed ardite volte in ferro e vetro che si intersecano al centro, generando uno spazio ottagonale (vero e proprio perno di tutto l'organismo architettonico) sul quale si imposta una grande cupola vetrata a base circolare. La pavimentazione è in marmo policromo, le facciate sono ornate da lesene con stucchi e cementi di gusto neorinascimentale e l'Ottagono centrale è decorato con stemmi a smalti colorati della dinastia sabauda e delle principali città italiane (Milano, Torino, Firenze e Roma).

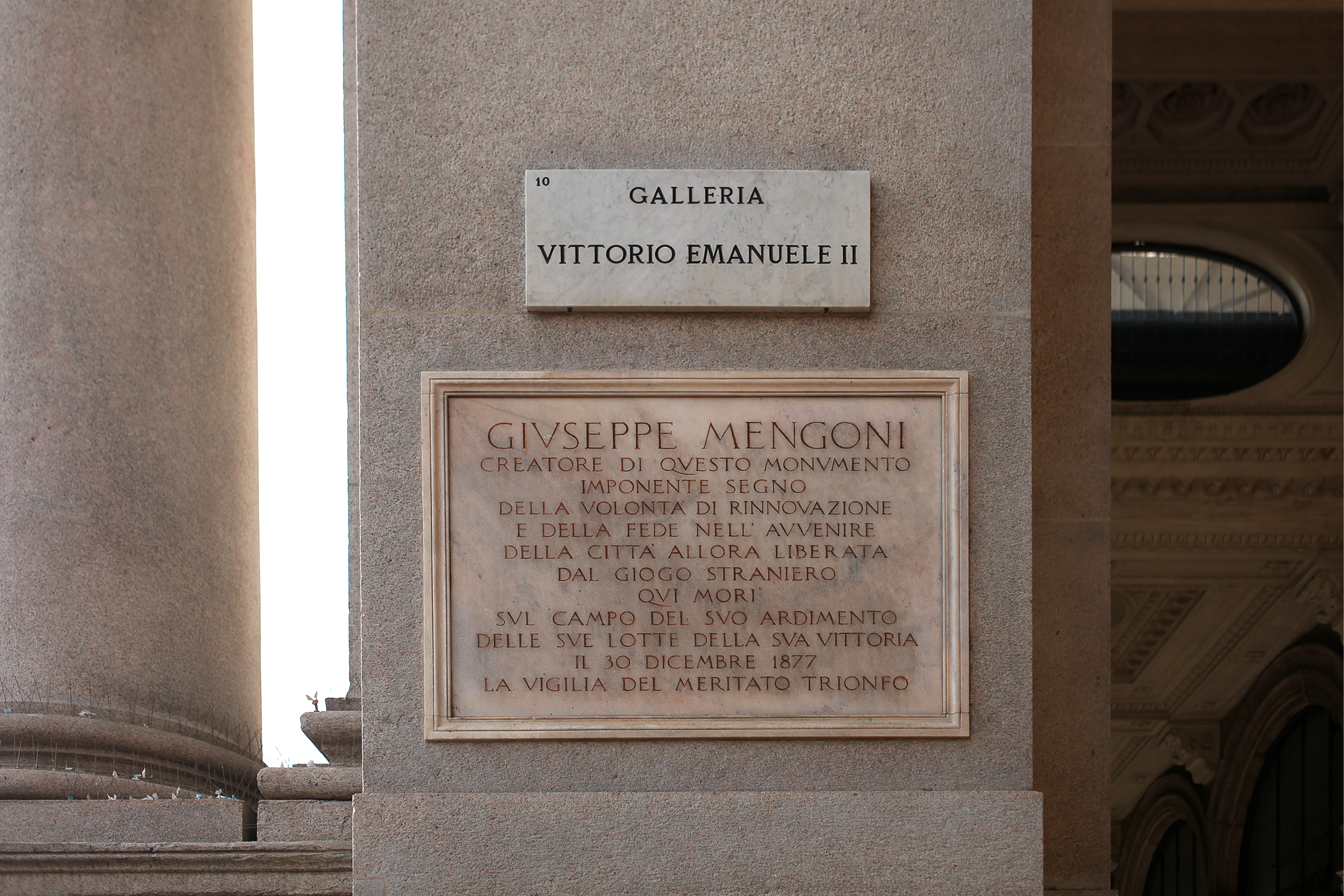
La targa apposta all'ingresso della Galleria di Milano che ricorda il Mengoni, ivi morto il giorno prima dell'inaugurazione

Grazie anche all'ingente sostegno di capitali esteri, Mengoni con la Galleria riuscì a raggiungere una nuova spazialità urbana, ricca di valori architettonici destinati ad essere replicati in imprese analoghe, come la galleria Umberto I di Napoli. Ciò malgrado, il progetto subì aspre critiche che amareggiarono non poco l'architetto, animato dal romantico desiderio di «superare tutti gli artisti viventi e di regnare nella posterità al lato di Raffaello e Michelangelo». La sua carriera, in effetti, era assai promettente, come testimoniato dalla nomina a Membre Correspondant dell’Academia Imperial das Bellas Artes di Rio de Janeiro (9 settembre 1876) e a svariati altri riconoscimenti ottenuti in Italia, Europa e America.
La costruzione della Galleria si concluse il 30 dicembre 1877; Mengoni, tuttavia, non poté assistere alle solenni cerimonie d'inaugurazione, fissate il giorno successivo, siccome sempre il 30 dicembre precipitò dall'impalcatura più alta della sua Galleria, sulla quale si era inerpicato per ispezionare i dettagli di una finitura. Mengoni concluse così la propria carriera alla vigilia dell'inaugurazione della sua architettura più significativa, e vi furono molte persone che - non credendo alla fatalità di un incidente - ventilarono persino l'ipotesi del suicidio. I funerali furono solenni, e vi parteciparono ben quattromila persone, fra le quali il pittore e amico Francesco Hayez.
Riposa al cimitero monumentale di Milano in una tomba abbellita da un monumento opera dello scultore Francesco Barzaghi (1879-1881).